# Яселка
Яселка (укр. Яселка) — село, расположенное на берегу Чёрного моря. Относится к Очаковскому району Николаевской области Украины.
Население курорта по переписи 2001 года составляло 325 человек. Почтовый индекс — 57545. Телефонный код — 5154. Занимает площадь 0,4 км².

## Местный совет
57552, Николаевская обл., Очаковский р-н, с. Ивановка, ул. Шмидта, 4